# Stampida

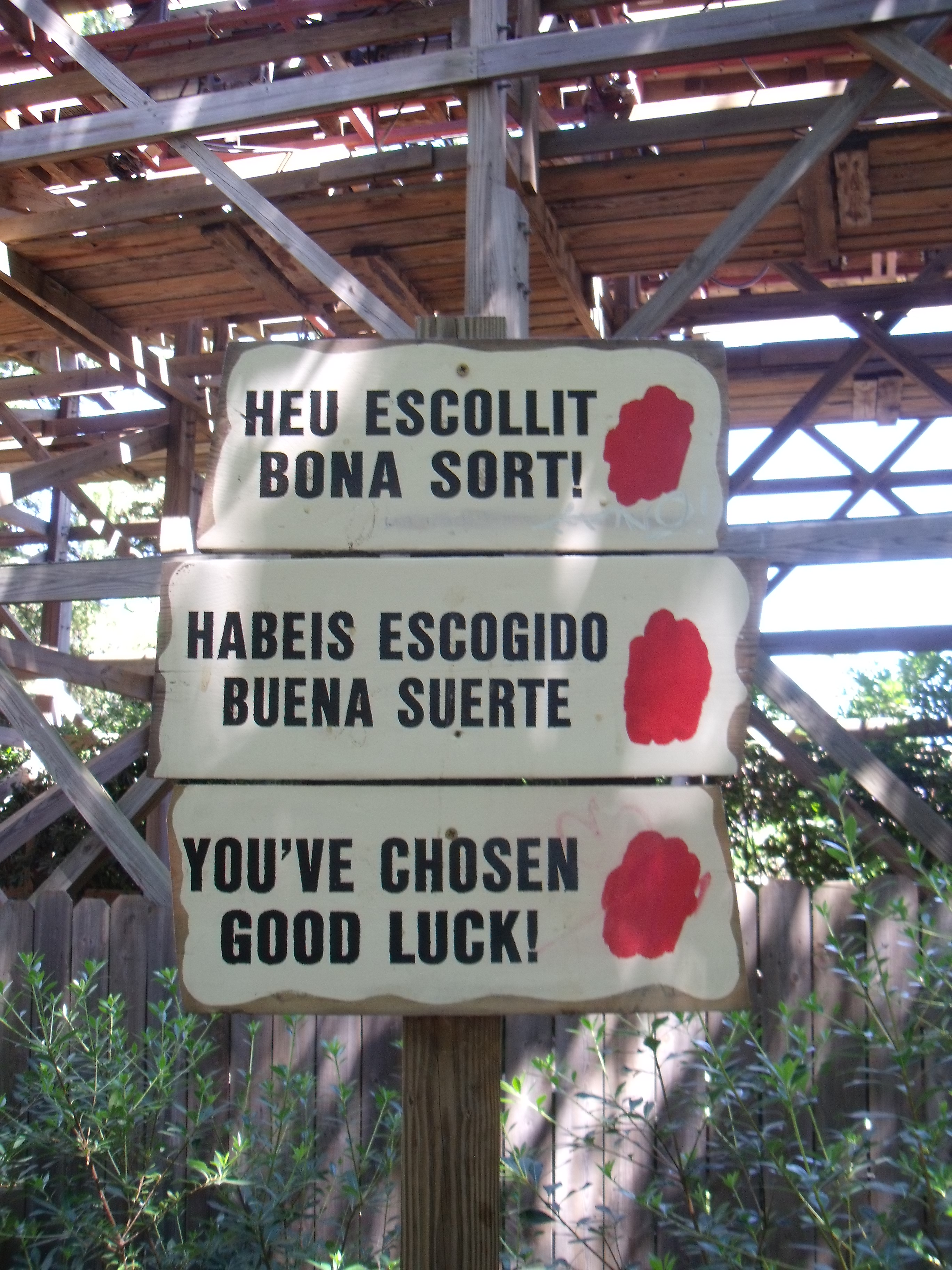
Wachtrij voor de rode baan.

Stampida is een duellerende houten achtbaan in het Spaanse pretpark PortAventura Park. De achtbaan is gebouwd door CCI en ontworpen door Dennis McNulty en Larry Bill. De opening van de achtbaan vond plaats op 17 maart 1997, 2 jaar na de opening van het park.
De 2 banen van Stampida kruisen onderling en kruisen ook de 3e houten junior achtbaan Tomahawk.

## Verhaal

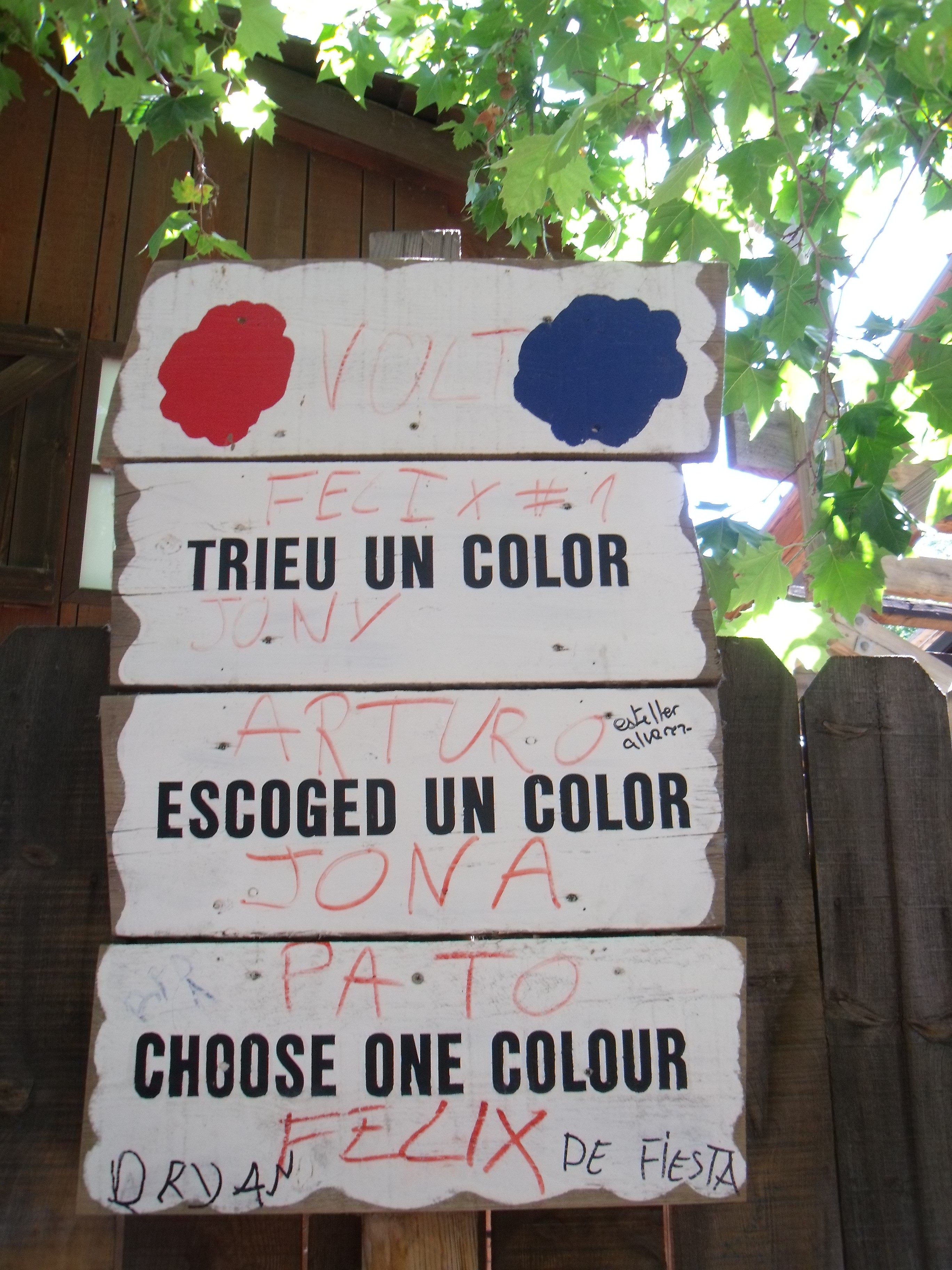
Keuze uit rood en blauw in de wachtrij.

Stampida ligt in het Far West gedeelte van het park en verplicht de bezoekers een keuze te maken tussen 2 kleuren: rood en blauw. Na de keuze krijgt de bezoeker borden te zien met zijn keuze en wordt hem succes gewenst tijdens het duel.

## Beknopte beschrijving
De achtbaan Stampida bestaat uit 2 houten achtbanen die naast elkaar liggen. Beide vertrekstations liggen naast elkaar en de treinen verlaten altijd samen het station. Na het vertrek volgt een liftheuvel. Als de treinen boven zijn start het duel tussen rood en blauw en volgt een wilde, ruwe rit. Tijdens de rit gaan de treinen elk een andere weg op waarna ze vervolgens elkaar kruisen in tegenstelde richting.
Op het einde van de rit komen de treinen weer samen en rijden ze synchroon het station terug binnen. De passagiers verlaten de attractie via de gemeenschappelijke uitgang tussen beide stations.
In 2007 werd een video-on-ride systeem toegevoegd aan de nieuwe treintjes. Deze filmt de bezoeker tijdens de rit. De nieuwe treinen zijn echter minder comfortabel.
In 2009 werd de attractie omgebouwd waardoor de rit veel ruwer en wilder werd. Vooral de achterste zitjes zorgen voor een erg ruwe rit.
In 2010 besloot het park het video-on-ride systeem niet meer te gebruiken. In 2011 werd het systeem terug in gebruik genomen.
| Park                | PortAventura                       |
| Themagebied         | Far West                           |
| Prijs               | € 7.000.000                        |
| Maximumsnelheid     | 85 km/h                            |
| Capaciteit          | 12 personen/trein, 24 personen/rit |
| Aantal treinen      | 4 treinen (2x , 2x ),              |
| Inversies, loopings | Geen                               |
| Expressservice      | Ja                                 |
| Foto tijdens rit    | Ja                                 |
| Video tijdens rit   | Ja                                 |